# سافينيانو سول روبيكوني
سافينيانو سول روبيكوني (بالإيطالية: Savignano sul Rubicone)‏ هي بلدية في مقاطعة فورلي تشيزينا في إقليم إميليا رومانيا الإيطالي.

## السكان
في سنة 1861 بلغ عدد السكان 4٬602 نسمة، وتطور العدد ليصل في سنة 2011 لـ 17٬521 نسمة.
يظهر هذا المخطط البياني تطور النمو السكاني لـ سافينيانو سول روبيكوني

## توأمة
لسافينيانو سول روبيكوني اتفاقيات توأمة مع:
- نيتسا مونفيراتو

## أعلام
- ماوريتسيو فيتالي